# Yari no Gonza
Yari no Gonza è un film del 1986 diretto da Masahiro Shinoda, tratto dall'opera di teatro bunraku Yari no Gonza kasane katabira di Chikamatsu Monzaemon.
È stato presentato in concorso al 36º Festival di Berlino.

## Trama
Gonza è un samurai al servizio di un daimyō dello shogunato Tokugawa richiamato, come tutti i suoi pari, nella capitale Edo come parte del periodico sankin kōtai. Giovane, avvenente e impareggiabile con la lancia, Gonza in cuor suo è già promesso a Oyuki, la sorella di Bannojō, un altro samurai al servizio del medesimo signore, ma non ha ancora trovato il tempo di affrontare la questione con lui poiché la sua natura volubile gli impedisce di legarsi a una sola donna. Quando giunge la notizia che al daimyō è nato un erede, a casa fervono i preparativi per i festeggiamenti, che comprenderanno l'immancabile cerimonia del tè.
Tuttavia, Ichinoshin, attendente e maestro di tè del daimyō, si trova al momento ad Edo col suo signore: Iwaki, il suocero di Ichinoshin, propone quindi a Gonza e Bannojō di condurre la cerimonia. I due samurai, consci che in un'epoca di pace come la loro opportunità come quella di distinguersi nella cerimonia sono più utili a scalare la gerarchia del clan che non l'abilità con la katana, si offrono entrambi volontari, e la loro rivalità si inasprisce ulteriormente quando Bannojō scopre di Gonza e sua sorella. Per colmare il divario con Bannojō, già pratico della cerimonia, Gonza visita la moglie di Ichinoshin, Osai, implorandola di svelargli i segreti del marito tramandati di padre in figlio. Lei accetta, a patto che sposi la sua figlia adolescente, Okiku, il che renderebbe Gonza parte della famiglia, per la gioia di Osai, che è segretamente invaghita del samurai. Gonza acconsente e i due, col beneplacito di Iwaki, desideroso di evitare che eventuali errori nella cerimonia possano recare imbarazzo al loro signore, si danno appuntamento a mezzanotte in un'ala vuota della casa di Ichinoshin. Dopo che Gonza se ne è andato, Osai scopre però dalla balia di Oyuki che era già promesso a un'altra. 
Quella notte, Gonza e Osai si trovano lontano da occhi indiscreti per esaminare gli appunti di Ichinoshin. A loro insaputa, sono spiati da Bannojō, che non si rassegna a farsi rubare da Gonza la cerimonia e la stessa Osai, di cui è invaghito. Il samurai assiste a un litigio tra i due, in cui Osai, ferita nel cuore e nell'orgoglio, strappa di dosso a Gonza l'obi regalatogli da Oyuki e cerca di cingerlo nel suo. Bannojō coglie l'occasione al volo scappa coi due obi caduti a terra, usandoli come prova agli occhi di Iwaki di una tresca tra Gonza e la moglie del suo signore. Consapevole che nessuno crederebbe alla verità, Gonza fa per commettere seppuku, ma Osai lo ferma, implorandolo di vivere per farsi macchiare come adultero e permettere così a suo marito di riacquistare l'onore perduto uccidendolo.
Ichinoshin, tornato in città dopo essere stato sollevato dalle sue incombenze a causa dello scandalo, si risolve ad andare in cerca dei fuggitivi ed ucciderli entrambi, nonostante Okiku e le sue altre figlie vorrebbero che risparmiasse Osai. Viene preceduto da suo cognato Jinbei, che gli porta la testa del disonorevole delatore Bannojō. A Kyoto sotto falso nome, Osai e Gonza si avvicinano sempre di più e cominciano una relazione, ma alla fine Ichinoshin e Jinbei li sorprendono su di un ponte. Sprovvisto della sua lancia, Gonza muore per mano di Ichinoshin, che, dopo un momento di indecisione, uccide anche Osai. Tempo dopo, il figlio più grande di Ichinoshin, Torajirō, esegue la cerimonia del tè con la sorella e il nonno.

## Riconoscimenti
- 1986 - Festival di Berlino
  - Orso d'argento per il miglior contributo artistico a Masahiro Shinoda